# Spoonie Gee
Spoonie Gee, pseudonimo di Gabriel Jackson (Harlem, 27 maggio 1963), è un rapper e compositore statunitense.
È uno dei primi artisti della scena rap.

## Carriera
Gabriel Jackson è nato ad Harlem, New York, ricevendo il soprannome Spoonie da bambino in quanto il cucchiaio era l'unico oggetto che usava per mangiare. Sua madre morì quando lui aveva dodici anni così andò a vivere con lo zio Bobby Robinson, produttore discografico, nel cui appartamento ha cominciato a praticare rap, non prima di aver provato a cimentarsi nel R & B ma con scarso successo. È conosciuto come uno tra i primi rapper della storia ad aver pubblicato su disco.
La sua prima incisione fu Spoonin' Rap del 1979. Nel 1980 pubblicò il suo secondo singolo Love Rap, e, sempre nello stesso anno, il brano The New Rap Language, quest'ultimo realizzato insieme ai Treacherous Three, storico gruppo della scena old school hip hop newyorchese.
Sempre nel 1980 pubblica, in collaborazione col trio femminile The Sequence, il singolo Monster Jam. Nel 1981 pubblica il singolo Spoonie Is Back, a cui fa seguito, nel 1983, The Big Beat. Nel 1985 escono i singoli Street Girl, New Love Rap e  Get Off My Tip. Nel 1986 pubblica ancora un altro singolo: That's My Style. Nel 1987 incide il suo primo album  "The Godfather Of Rap", dal quale vengono estratti i singoli The Godfather, I'm All Shook Up, Take It Off e Hit Man.
Nel 1996 viene rilasciata la compilation "Godfather Of Hip Hop", che contiene alcuni tra i suoi pezzi migliori. Nel 2008 esce il suo secondo album, "The Boss Is Back". Nel 2017 
realizza, in collaborazione con Grand Surgeon, il brano Yes Yes Y'All.
Spoonie Gee è stato definito il gangsta rapper originale per l'invenzione di alcuni termini tipici dell'Hip Hop come "Yes Yes Y'All".
Nel 2004 The Godfather è stata inserito nella colonna sonora del videogioco Grand Theft Auto: San Andreas.
Nel 2008 il singolo "Love Rap" è stato classificato numero 65 su VH1's 100 Greatest Songs of Hip Hop.

## Discografia

### Album
- The Godfather of Rap (1987), Tuff City
- Old and New Jams (1989), BCM (compilation)
- Old and New Jams/The Godfather (1993), BCM (compilation)
- Godfather of Hip Hop (1996), Ol' Skool Flava (compilation)
- The Boss Is Back (2008), New Sound Of Harlem

### Singoli
- 1979 – Spoonin' Rap (Sound Of New York)
- 1980 – Monster Jam Spoonie Gee meets The Sequence (Sugar Hill Records)
- 1980 – The New Rap Language/Love Rap The Treacherous Three feat. Spoonie Gee (Enjoy Records)
- 1981 – Spoonie Is Back (Sugar Hill Records)
- 1983 – The Big Beat (Tuff City, CBS)
- 1985 – Street Girl (Enjoy Records)
- 1985 – Get Off My Tip (Profile)
- 1986 – Take It Off (Tuff City)
- 1986 – That's My Style (Enjoy)
- 1988 – (You Ain't Just A Fool) You's An Old Fool Spoonie Gee and The Honeydrippers (Tuff City)
- 2017 - Yes Yes Y'All Grand Surgeon feat.Spoonie Gee